# راجو کهیر
راجو کهیر (انگلیسی: Raju Kher؛ زادهٔ ) بازیگر و کارگردان اهل کشور هند است. وی برادر انوپم کهیر بازیگر مشهور هندی می‌باشد.
او در فیلم دهلی بلی، تیراندازی در وادالا، سه برادر، دریا دل و ارتفاع بازی کرده است.